# Michael-Benedict van Saksen-Weimar-Eisenach

Wapen

Michael-Benedict van Saksen-Weimar-Eisenach (Bamberg, 15 november 1946) is titulair groothertog van Saksen-Weimar-Eisenach. Als kleinzoon van de in november 1918 afgetreden groothertog Willem Ernst van Saksen-Weimar-Eisenach en zoon van Karel August van Saksen-Weimar-Eisenach (1912-1988) is hij het hoofd van het huis want de oudste prins van het huis Wettin.
Zijn volledige naam is Michael-Benedikt Georg Jobst Karl Alexander Bernhard Claus Frederick Prinz von Sachsen-Weimar-Eisenach; hij bedient zich van het predicaat Z.K.H. Sinds het uitsterven van de tak Saksen-Meiningen in 1999 verenigt Michael-Benedict de troonaanspraken van beide Ernestinische takken. Hij is grootmeester van de Orde van de Witte Valk en samen met de andere Ernestijnse vorsten ook van de Saksen-Ernestinische Huisorde.
Michael-Benedict was getrouwd met:
- Renate Henkel (Heidelberg, 17 september 1947) op 9 juni 1970 te Eïmsbüttel (Hamburg). Zij scheidden op 9 maart 1974 te Düsseldorf.
- Dagmar Hennings (Pöcking, 24 juni 1948) op 15 november 1980 te Londen. Zij hebben één kind:
  - Leonie Mercedes Augusta Silva Elisabeth Margarethe (Frankfurt am Main, 30 oktober 1986)

Michael-Benedict stamt af van Willem II der Nederlanden.